# 17e étape du Tour d'Espagne 2011
La 17e étape du Tour d'Espagne 2011 s'est déroulée le mercredi 7 septembre 2011. Oyón est la ville de départ et le pic de Peña Cabarga (es) est le site d'arrivée. Il s'agit d'une étape de haute montagne sur 212,5 kilomètres.
La victoire d'étape revient au deuxième du général, le Britannique Christopher Froome (Team Sky). Il s'impose au sprint à l'issue d'un dernier kilomètre très disputé avec le leader de la Vuelta, l'Espagnol Juan José Cobo (Geox-TMC). Ce dernier conserve le maillot rouge de leader. En juillet 2019, Cobo est déclassé pour dopage et perd tous ses résultats acquis sur la Vuelta 2011.

## Profil de l'étape
Cette épreuve, qui démarre dans une zone vinicole de la province d'Alava, prend symboliquement son départ au niveau de la cave Bodegas Faustino V. La première moitié de l'étape est sinueuse et ne comporte qu'un seul col de troisième catégorie tandis que la deuxième moitié présente les cols de Sía et d'Alisas (es). L'ascension finale se pratique sur une côte de six kilomètres de longueur, inclinée à 10 % en moyenne, avec des maxima à 18 %.

## La course
Dans l'ascension finale vers Peña Cabarga, deux coureurs se détachent : Juan José Cobo, le leader, et Christopher Froome, son dauphin. Sous la flamme rouge, Froome attaque et décramponne Cobo. Ce dernier s'accroche, revient et dépasse Froome. Mais dans le dernier virage, Froome trouve l'énergie nécessaire pour aller remporter l'étape, se replaçant ainsi à 13 secondes au général.

## Classement de l'étape
|     | Coureur               | Pays        | Équipe             | Temps | Temps           |
| --- | --------------------- | ----------- | ------------------ | ----- | --------------- |
| 1   | Christopher Froome    | Royaume-Uni | Team Sky           | en    | 4 h 52 min 38 s |
| dsq | Juan José Cobo        | Espagne     | Geox-TMC           | +     | 1 s             |
| 3   | Bauke Mollema         | Pays-Bas    | Rabobank           |       | 21 s            |
| 4   | Dan Martin            | Irlande     | Garmin-Cervélo     |       | 24 s            |
| 5   | Igor Antón            | Espagne     | Euskaltel-Euskadi  |       | 27 s            |
| 6   | Mikel Nieve           | Espagne     | Euskaltel-Euskadi  |       | 27 s            |
| 7   | Marzio Bruseghin      | Italie      | Movistar           |       | 29 s            |
| 8   | Jurgen Van den Broeck | Belgique    | Omega Pharma-Lotto |       | 31 s            |
| 9   | Denis Menchov         | Russie      | Geox-TMC           |       | 31 s            |
| 10  | Beñat Intxausti       | Espagne     | Movistar           |       | 35 s            |

## Classement général
|     | Coureur               | Pays        | Équipe              |    | Temps            |
| --- | --------------------- | ----------- | ------------------- | -- | ---------------- |
| Dsq | Juan José Cobo        | Espagne     | Geox-TMC            | en | 69 h 31 min 41 s |
| 2   | Christopher Froome    | Royaume-Uni | Team Sky            | +  | 13 s             |
| 3   | Bradley Wiggins       | Royaume-Uni | Team Sky            |    | 1 min 41 s       |
| 4   | Bauke Mollema         | Pays-Bas    | Rabobank            |    | 2 min 05 s       |
| 5   | Denis Menchov         | Russie      | Geox-TMC            |    | 3 min 48 s       |
| 6   | Maxime Monfort        | Belgique    | Team Leopard-Trek   |    | 4 min 13 s       |
| 7   | Vincenzo Nibali       | Italie      | Liquigas-Cannondale |    | 4 min 31 s       |
| 8   | Jurgen Van den Broeck | Belgique    | Omega Pharma-Lotto  |    | 4 min 45 s       |
| 9   | Daniel Moreno         | Espagne     | Team Katusha        |    | 5 min 20 s       |
| 10  | Mikel Nieve           | Espagne     | Euskaltel-Euskadi   |    | 5 min 33 s       |

## Classements annexes

### Classement par points
|     | Cycliste          | Pays     | Équipe   | Points |
| --- | ----------------- | -------- | -------- | ------ |
| 1   | Bauke Mollema     | Pays-Bas | Rabobank | 101    |
| dsq | Juan José Cobo    | Espagne  | Geox-TMC | 92     |
| 3   | Joaquim Rodríguez | Espagne  | Katusha  | 90     |

### Classement du meilleur grimpeur
|     | Cycliste         | Pays    | Équipe           | Points |
| --- | ---------------- | ------- | ---------------- | ------ |
| 1   | David Moncoutié  | France  | Cofidis          | 63     |
| dsq | Juan José Cobo   | Espagne | Geox-TMC         | 42     |
| 3   | Matteo Montaguti | Italie  | AG2R La Mondiale | 41     |

### Classement du combiné
|     | Cycliste           | Pays        | Équipe   | Points |
| --- | ------------------ | ----------- | -------- | ------ |
| dsq | Juan José Cobo     | Espagne     | Geox-TMC | 5      |
| 2   | Christopher Froome | Royaume-Uni | Sky      | 13     |
| 3   | Bauke Mollema      | Pays-Bas    | Rabobank | 14     |

### Classement par équipes
|   | Équipe            | Pays       | Temps | Temps            |
| - | ----------------- | ---------- | ----- | ---------------- |
| 1 | Geox-TMC          | Espagne    | en    | 208 h 8 min 58 s |
| 2 | Team Leopard-Trek | Luxembourg | +     | 10 min 19 s      |
| 3 | Euskaltel-Euskadi | Espagne    |       | 25 min 28 s      |

## Abandons
- Fabian Cancellara (Team Leopard-Trek) : non-partant
- Rafał Majka (Saxo Bank-Sungard) : non-partant
- Rein Taaramäe (Cofidis) : abandon
- Ignatas Konovalovas (Movistar) : abandon
- David López García (Movistar) : abandon
- Sergio Pardilla (Movistar) : abandon